# Liste der Kulturdenkmäler in Birkenhördt
In der Liste der Kulturdenkmäler in Birkenhördt sind alle Kulturdenkmäler der rheinland-pfälzischen Ortsgemeinde Birkenhördt aufgeführt. Grundlage ist die Denkmalliste des Landes Rheinland-Pfalz (Stand: 14. August 2023).

## Einzeldenkmäler
| Bezeichnung                        | Lage                              | Baujahr         | Beschreibung | Bild                           |
| ---------------------------------- | --------------------------------- | --------------- | --- | ------------------------------ |
| Pumpenhaus                         | Hauptstraße 2 Lage                | um 1910         | barockisierender Walmdachbau, Vorhalle, um 1910                                                                                     | Fotos hochladen                |
| Wegekreuz                          | Hauptstraße, bei Nr. 2 Lage       | um 1900         | Wegekreuz, Rotsandstein, um 1900 | Fotos hochladen                |
| Wohnhaus                           | Hauptstraße 33 Lage               | 1703            | barockes Fachwerkhaus, teilweise massiv, bezeichnet 1703 und 1931 (renoviert)                                                       | Fotos hochladen                |
| Bildstock                          | Hauptstraße, bei Nr. 49 Lage      | 1737            | Sockel eines Fünfwundenkreuzes, bezeichnet 1737 und 1859/1996 (renoviert), Schutzmantelmadonna-Relief                               | Fotos hochladen                |
| Katholische Pfarrkirche St. Gallus | Rustelstraße 3 Lage               | 1861            | neugotischer Saalbau, bezeichnet 1861; an der Kirche Grabkreuz, erste Hälfte des 19. Jahrhunderts; Teile der barocken Kirchhofmauer | weitere Bilder Fotos hochladen |
| Grenzsteine                        | südlich und südwestlich des Ortes | 16. Jahrhundert | Grenzsteine, 16. Jahrhundert | Fotos hochladen                |